# PDF/A
El PDF/A (PDF Archivable) es un formato de archivo para el guardado a largo plazo de documentos electrónicos. Está basado en la Versión de Referencia 1.4 de PDF de Adobe Systems Inc. (implementada en Adobe Acrobat 5 y versiones posteriores) y está definido por la ISO  19005-1:2005. Una nueva versión de PDF/A basado en PDF 1.7 - la ISO 32000-1 está actualmente en desarrollo (ISO/DIS 19005-2).
PDF/A es, de hecho, un subconjunto de PDF obtenido excluyendo aquellas características superfluas para el archivado a largo plazo de forma similar a como se ha definido el subconjunto PDF/X para la impresión y artes gráficas. Además, el estándar impone una serie de requisitos a los programas para la visualización de archivos PDF/A. Un programa de visualización que se ajuste a los requisitos debe seguir ciertas reglas incluyendo la conformidad con las directrices en cuanto a la gestión de color, el uso de fuentes integradas a la hora de la visualización, o la posibilidad de realizar anotaciones por parte del usuario.

## Descripción
Este estándar no define una estrategia para el almacenamiento ni pretende alcanzar las metas de un sistema de almacenamiento. Lo que identifica es un «perfil» para los documentos electrónicos, que asegure que estos puedan ser reproducidos con exactitud en el futuro. Un elemento clave para alcanzar este objetivo es la exigencia para documentos PDF/A de estar 100 % auto-contenidos. Toda la información necesaria para mostrar el documento de forma consistente estará presente en el archivo.
Esto incluye, entre otras cosas, el contenido propiamente dicho (el texto, imágenes y gráficos vectoriales), las fuentes utilizadas, y la información de color. No está permitido para un documento PDF/A el depender de fuentes externas (p.ej. programas de tipografía o hiperenlaces).
Otros elementos claves de la compatibilidad PDF/A incluyen:
- No está permitido el uso de audio y de vídeo.
- No está permitido el uso de JavaScript o la ejecución de archivos.
- Todas las fuentes deben estar integradas y no deben presentar ningún tipo de restricción que pueda provocar problemas legales en el futuro. Esto también se aplica a fuentes Postscript estándar como Times o Helvética.
- Espacios de color especificados de manera independiente al dispositivo.
- No se permite el uso de cifrado.
- Es obligatorio el empleo de metadatos basados en estándares.

## Nivel de conformidad y versiones

### PDF/A-1
Publicado el 28 de septiembre de 2005, el estándar define dos niveles de conformidad:
- PDF/A-1b – Nivel B (Básico): garantiza la reproducción visual fiel del documento.
- PDF/A-1a – Nivel A (Accesible): incluye los requisitos del nivel B y mejoras en accesibilidad digital.

Los requisitos adicionales del nivel A incluyen la especificación del idioma, estructura jerárquica, texto etiquetado y mapeo Unicode. Esto facilita la lectura mediante software de asistencia, como los lectores de pantalla.
Para mejorar la accesibilidad, se desarrolló posteriormente el estándar PDF/UA, con especificaciones técnicas más detalladas.

### PDF/A-2
La segunda parte del estándar, publicada el 20 de junio de 2011, aborda algunas de las nuevas características añadidas en las versiones 1.5, 1.6 y 1.7 de la Referencia PDF. Los archivos PDF/A-1 no necesariamente cumplen con PDF/A-2, y los archivos compatibles con PDF/A-2 no necesariamente cumplen con PDF/A-1.
PDF/A-2 se basa en PDF 1.7 (ISO 32000-1), en lugar de PDF 1.4, y ofrece varias nuevas características:
- Compresión de imágenes con JPEG 2000.
- Soporte para efectos de transparencia y capas.
- Inclusión de fuentes OpenType.
- Compatibilidad con firmas digitales de acuerdo con el estándar PAdES.
- Posibilidad de incrustar archivos PDF/A para facilitar el archivado de conjuntos de documentos en un solo archivo.[10]

PDF/A-2 define tres niveles de conformidad. PDF/A-2a y PDF/A-2b corresponden a los niveles A y B en PDF/A-1. Se introduce un nuevo nivel de conformidad, PDF/A-2u, que representa el nivel B (PDF/A-2b) con el requisito adicional de que todo el texto del documento tenga asignaciones Unicode.

### PDF/A-3
La tercera parte del estándar, publicada el 15 de octubre de 2012, se diferencia de PDF/A-2 en un solo aspecto: permite la incrustación de formatos de archivo arbitrarios (como XML, CSV, CAD, documentos de procesamiento de texto, hojas de cálculo y otros) dentro de documentos conformes con PDF/A.

### PDF/A-4
La cuarta parte del estándar, basada en PDF 2.0, fue publicada a finales de 2020.
PDF/A-4 introduce dos niveles adicionales de conformidad:
- PDF/A-4f – Permite la incrustación de archivos arbitrarios.
- PDF/A-4e – Conformidad para ingeniería, basada en PDF/A-4f, con soporte adicional para 3D, RichMedia y JavaScript.
- PDF/A-4e reemplaza a PDF/E como el formato de archivo para la preservación de documentos de ingeniería en PDF 2.0.